# Pablo Tamba
Pablo Tamba Villén (Puente Genil, 28 maggio 2003) è un cestista spagnolo.

## Carriera

### Nazionale
Nel 2023 ha disputato, con la nazionale Under-20 spagnola, gli Europei di categoria, conclusi al decimo posto finale.